# 约阿希姆·赫尔曼
约阿希姆·赫尔曼（德語：Joachim Herrmann，1928年10月29日—1992年7月30日），德国统一社会党政治局候补委员，东德《新德意志报》主编。

## 生平
1929年，出生。1946年入党。1946年，入党，为《柏林日报》、《开端》编辑。1952年，任《青年世界》报主编。1962年，任《柏林日报》主编。1965年，任全德及西德问题国务秘书。1967年，为候补中央委员。1971年，为中央委员。1971年，任《新德意志报》主编。1973年，为政治局候补委员。1992年，去世。